# Garmiani
Jiar Garmiani, conosciuto semplicemente come Garmiani, (Stoccolma, 16 maggio 1983) è un disc jockey, cantante e produttore discografico svedese.

## Carriera
Garmiani discende da una famiglia curda scappata in Svezia a seguito del conflitto tra Iran ed Iraq.
Appassionato di musica grazie al padre musicista, Garmiani entra nel mondo dell’elettronica nel 2012, rilasciando The City Is Mine assieme a Salvatore Ganacci, brano in cui è lo stesso Garmiani a cantare. Nel 2013 pubblica l'EP Rumble; l’omonima traccia entra nella top 10 di Beatport e viene inserita nel videogioco "Need for Speed Rivals". Il singolo del 2014 Nomad raggiunge il milione di riproduzioni su Spotify ed il videoclip ufficiale, che mostra una bambino ballerino, è diventato virale sui social. Il singolo del 2015 Jump & Sweat entra per tre mesi nella classifica Electro house di Beatport e raggiunge la posizione numero uno di quella Big Room. Bomb A Drop è stata eletta come miglior brano pubblicato tramite Dim Mak del 2016; inoltre è stata la canzone più suonata al Tomorrowland di quell’anno. Il brano Fogo del 2018 raggiunge la vetta della classifica Electro house di Beatport. Nel 2018 rilascia un remix del noto brano Epic di Sandro Silva e Quintino e, nel 2019, pubblica Baracca e Ava, pubblicati tutti tramite Spinnin' Records.

## Discografia

### EP
- 2013: Rumble

### Singoli
- 2012: In Front Of Your Eyes
- 2012: Now That We Found Love
- 2013: The City Is Mine (con Salvatore Ganacci)
- 2013: Rumble
- 2014: Zaza
- 2014: Nomad
- 2015: Jump & Sweat (feat. Sanjin)
- 2016: Bomb A Drop
- 2016: Voodoo (feat. Walshy Fire)
- 2017: Fogo (feat. Julimar Santos)
- 2017: Shine Good (feat. Julimar Santos)
- 2019: Baracca
- 2019: Ava

### Remix
- 2013: Arash feat. Sean Paul – She Makes Me Go (Garmiani Remix)
- 2013: Manufactured Superstars – Zombies In Love (Garmiani Remix)
- 2013: Steve Aoki con Rune RK feat. Ras – Bring You To Life (Garmiani Remix)
- 2014: Deorro con ZooFunktion – Hype (Garmiani Remix)
- 2016: Lil Jon – Get Loose (Garmiani Remix)
- 2016: Steve Aoki feat. Snoop Lion – Youth Dem (Turn Up) (Garmiani Remix)
- 2018: Steve Aoki feat. Lauren Jauregui – All Night (Garmiani's Shine Good Remix)
- 2018: Sandro Silva con Quintino – Epic (Garmiani Remix)